# Huebmer
Huebmer ist ein deutscher Familienname.

## Herkunft und Bedeutung
Huebmer ist eine Variante des Familiennamens Huber.

## Namensträger
- Hans Huebmer (1897–1984), österreichischer Journalist, Sachbuchautor und Pressereferent der Vorarlberger Landesregierung